# Varel
Varel település Németországban, azon belül Alsó-Szászország tartományban. Lakosainak száma 24 335 fő (2023. december 31.). Varel Bockhorn, Rastede és Wiefelstede községekkel határos.

## Népesség
A település népességének változása:
| Lakosok száma | 24 587 | 23 538 | 23 936 | 23 925 | 24 001 | 24 001 | 23 957 | 24 397 | 24 335 |
|               | 2010   | 2014   | 2016   | 2017   | 2018   | 2019   | 2021   | 2022   | 2023   |